# Takeuchi Mio
Takeuchi Mio (竹内 実生 Trúc Nội Thực Sinh) là một nữ diễn viên Nhật Bản sinh ngày 8 tháng 3 năm 1985. Vai diễn đầu tiên của cô đã nhận được vai trò nổi bật trong vai Sae Taiga/GaoWhite của Hyakujuu Sentai Gaoranger. Mặc dù cô ấy đã không theo đuổi một sự nghiệp ca hát, trong suốt 2001, cô ấy cũng được gọi là phát hành một singer được gọi là GREEN TEARS, nơi mà cả cô hát cả bài hát mở đầu và kết thúc chủ đề Kashimashiya, cô đã giải nghệ nghề diễn xuất vào năm 2006.